# Piedra del Sol, San José Tenango
Piedra del Sol är en ort i Mexiko.   Den ligger i kommunen San José Tenango och delstaten Oaxaca, i den sydöstra delen av landet, 300 km sydost om huvudstaden Mexico City. Piedra del Sol ligger 1 189 meter över havet och antalet invånare är 101.
Terrängen runt Piedra del Sol är bergig österut, men västerut är den kuperad. Runt Piedra del Sol är det ganska tätbefolkat, med 185 invånare per kvadratkilometer. Närmaste större samhälle är Isla Soyaltepec, 17,5 km nordost om Piedra del Sol. I omgivningarna runt Piedra del Sol växer i huvudsak städsegrön lövskog.